# 지지 (음식점)
지지(Zizzi)는 영국의 이탈리아 요리 체인점이다. 지지는 2012년 리얼 IT 어워드에서 기업, 사회 및 환경적 책임감 상을 수상했다.